# Stanisław Baran
Stanisław Franciszek Baran (Góra Ropczycka, 26 d'abril de 1920 - Łódź, 12 de maig de 1993) fou un futbolista polonès de les dècades de 1930 i 1940.
Pel que fa a clubs, jugà al Resovia Rzeszów, Warszawianka Warszawa, ŁKS Łódź i Lechia Gdańsk. Fou internacional amb la selecció de Polònia, amb la qual disputà el Mundial de 1938.